# Вымморски
Вы́мморски (эст. Võmmorski), ранее Вы́морско, Тю́пино, Тю́тина, Тю́тино (эст. Tjutino), Вы́морска (эст. Võmorska) и Вы́ммоски (эст. Võmmoski) — деревня в волости Сетомаа уезда Вырумаа, Эстония. Исторически относится к нулку Юле-Пелска.  
До административной реформы местных самоуправлений Эстонии 2017 года входила в состав волости Меремяэ.

## География и описание
Расположена в 29 километрах к востоку от уездного центра — города Выру, рядом с эстонско-российской границей. Расстояние до волостного центра — посёлка Вярска — около 15 километров. Высота над уровнем моря — 47 метров.
В деревне расположен Пиуский кордон Юго-восточного района пограничной охраны Эстонии.
Климат переходный от морского к континентальному. Официальный язык — эстонский. Почтовый индекс — 65391.

## Население
По данным переписи населения 2021 года, в Вымморски насчитывалось 22 жителя, из них 4 (18,2 %) — эстонцы.
По данным переписи населения 2011 года, в деревне проживали 16 человек, из них 6 (37,5 %) — эстонцы (сету в перечне национальностей выделены не были).
Численность населения деревни Вымморски по данным переписей населения СССР и Департамента статистики Эстонии:
| Год  | 1959 | 1970  | 1979  | 1989  | 2000 | 2011 | 2021 |
| ---- | ---- | ----- | ----- | ----- | ---- | ---- | ---- |
| Чел. | 178  | ↘ 142 | ↗ 170 | ↗ 194 | ↘ 43 | ↘ 16 | ↗ 22 |

## История
В письменных источниках 1561 и 1652 годов встречается название Тютино, 1585 года — Выморск, 1681 года — Wymarkkylla, прим. 1790 года — Выморзкова, 1796 года — Wimarsky, 1859 года — Võmmo(r)ski, прим. 1866 года — Тютина, 1872 года — Vũmorski, 1882 года — Тюпино, Выморско, 1903 года — Wыmorski, Выморскъ, 1904 года — Võmorski, Тютино, 1923 года — Võmorska, 1940 года — Tüitino.
В ходе Северной войны у деревни произошло крупное сражение (1709 год), погибшие в котором были захоронены в кургане возле деревни Матсури.
На военно-топографических картах Российской империи (1846–1863 годы), в состав которой входила Лифляндская губерния, деревня обозначена как Тютина.
Исторически волость Сетомаа является частью Сетумаа, поэтому застройка поселений и культурный фон отличается от прочих мест в Эстонии. Встречается много часовен народности сету (на местном наречии цяссон) — как новых, так и старых, в том числе и в деревне Вымморски.

## Происхождение топонима
Происхождение топонима неясно. В случае эстонского происхождения в его диалектах слово вымм (эст. võmm) означает «громадина», «грубый»; «удар», «затрещина»; слово выммус (эст. võmmus) — «капризы», «упрямство». В случае русского происхождения можно сравнить со словами «выморгать» или «вымороженіе» из словаря В. Даля. На печорских диалектах «вымо» означает «прошёл мимо». Существовало древнерусское добавочное имя Выморко. В Карелии есть населённый пункт Выморская, в остальных регионах России аналоги отсутствуют.
Фамилия Тютин произошла или от слов из диалекта русского языка («тютя», «тютень» — мужлан, оборванец; рохля, безответный человек) или от детских кличек домашнего животного (Тютя, Тютька).

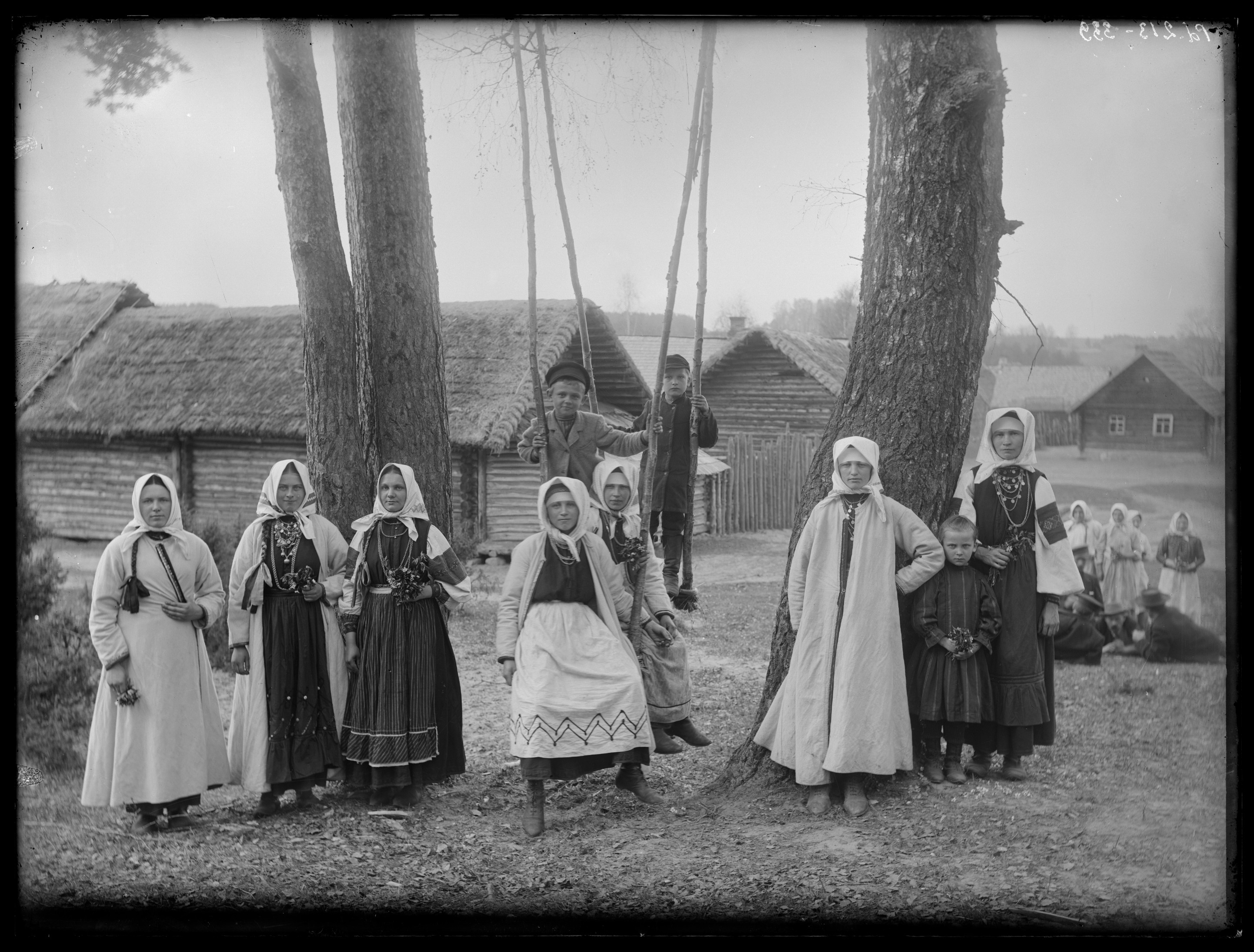
Жители деревни Вымморски, 1913 год
Девушка деревни Вымморски в национальном костюме, 1930 год
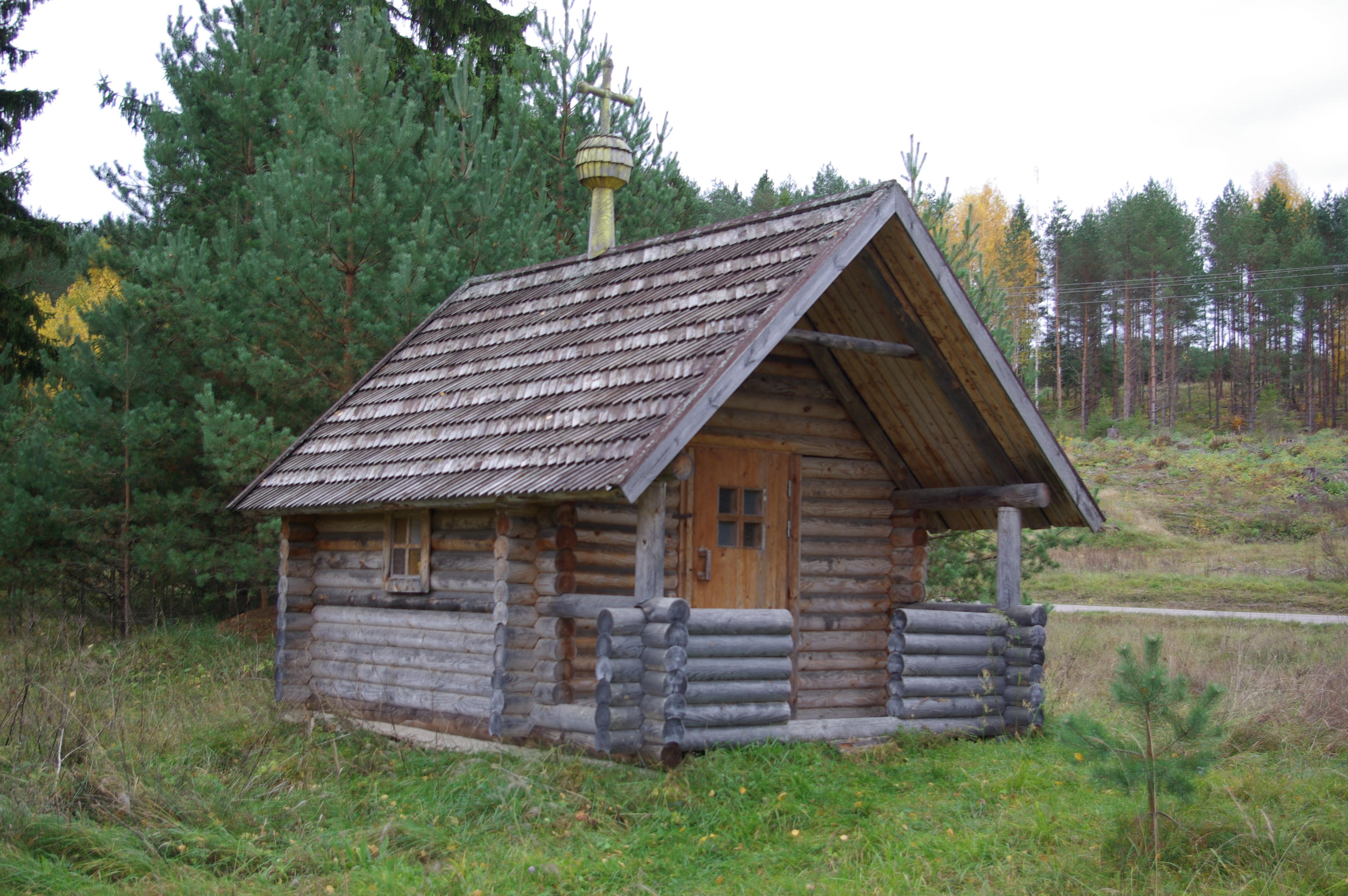
Часовня Вымморски (построена в 1999 году[19])